# Des Moines (Washington)
Des Moines è una città degli Stati Uniti, situata nella contea di King, nello Stato di Washington.

## Geografia fisica
La città è situata sulla sponda destra del Stretto di Puget, a circa metà strada dalle città di Seattle e Tacoma. Le coordinate geografiche di Des Moines sono 47°23′39″N 122°19′05″W (47,394120 -122,317983). La città ha una superficie di 16,4 km2, intermante coperti da terra. Des Moines è situata a 28 m s.l.m. Des Moines confina a sud con Federal Way, a est con Kent, a nord-est con Seattle, a nord con Burien e a nord-ovest con Normandy Park.

## Società

### Evoluzione demografica
Secondo il censimento del 2000, Des Moines contava 29.267 abitanti e 7.289 famiglie residenti nella città. La densità di popolazione era di 1.784,57 abitanti per chilometro quadrato. Le unità abitative erano 11.777, con una media di 718,10 per chilometro quadrato. La composizione razziale contava il 74,15% di bianchi, il 7,20% di afroamericani, lo 0,96% di nativi americani, l'8,28% di asiatici e il 3,32% di altre razze. Gli ispanici o i latini erano il 4,76% della popolazione residente.
Il 23,8% della popolazione aveva meno di 18 anni, l'8,3% da 18 a 24 anni, il 31,1% da 25 a 44 anni, il 22% da 45 a 64 anni e il 14,9% da 65 anni in su. L'età media della popolazione era 37 anni.
- 1960: 1.987 ab.
- 1970: 4.099 ab.
- 1980: 7.378 ab.
- 1990: 17.283 ab.
- 2000: 29.267 ab.